# Histiotus humboldti
Histiotus humboldti és una espècie de ratpenat de la família dels vespertiliònids. Viu a Colòmbia i Veneçuela. Els seus hàbitats naturals són els matollars montans i la selva nebulosa. Es desconeix si hi ha cap amenaça significativa per a la supervivència d'aquesta espècie. El nom específic d'aquest animal és en honor de l'explorador i naturalista alemany Alexander von Humboldt.